# Motion capture
Motion capture bruges inden for film og computerspil til at optage en skuespillers bevægelse, og overføre denne optagelse til en computer. Selve optagelsen er ikke et billede af skuespilleren, men 3-dimensinoelle punktangivelser. Herefter kan man fremstille en computeranimation med udgangspunkt i skuespillerens dynamik. Formålet med motion capture er at man får et mere realistisk bevægelsesmønster end ved ordinær animation.
Motion capture er bl.a. brugt i computerspillene FIFA, Uncharted: Drake's Fortune og Tomb Raider: Underworld og filmene: Polar-Ekspressen, Ringenes Herre, Pirates of the Caribbean: Død Mands Kiste, Pirates of the Caribbean: Ved Verdens Ende og Avatar